# 愛知県市町村対抗駅伝競走大会
愛知県市町村対抗駅伝競走大会（あいちけんしちょうそんたいこうえきでんきょうそうたいかい）は、12月上旬に行われる愛知県の市町村対抗の駅伝大会。愛・地球博の開催を記念して2006年から開催されている。第3回大会では豊根村、第5回では県内に在勤・在住する外国人によるインターナショナルチームがオープン参加した。略称は愛知駅伝。

## 概要
2005年に開催された愛・地球博の跡地である愛・地球博記念公園で、小学生から一般・40歳以上の区間までの全9区間によって襷がつながれる。第1回大会は全63市町村が出場し、日本代表としてシドニーオリンピックに出場した佐藤信之や、大南敬美らも走ることで話題となった。なお、2020年および2021年は、新型コロナウイルス感染症の流行を受け、中止となっている。スタートの合図は、第1回大会から愛知県知事が担当している。

### 出場資格
1. 出場者はその年の9月1日時点[注釈 2]で各市町村に在勤・在住している者としている。ただし、小中高生においては保護者の居住地から、外国人留学生においては在籍する学校の所在地からとしている。
2. 在勤地と在住地が異なる場合、本人の意思を尊重し、協議の上、出場チームを決定する。
3. ジュニア（20歳未満）・一般（20歳以上）・40歳以上は、開催日を基準に分類する。ジュニア枠に中学生以下が出場することはできないが、一般枠で40歳以上が出場することが可能である。

## コース

### 第15回（2023年）大会から
全9区間　総距離30.6Km
| 区間  | 距離  | 走者                 | 起点                 | 終点                 |
| ----- | ----- | -------------------- | -------------------- | -------------------- |
| 第1区 | 2.8km | 中学生女子           | 大芝生広場           | 大芝生広場           |
| 第2区 | 2.8km | 中学生男子           | 大芝生広場           | 大芝生広場           |
| 第3区 | 1.3km | 小学生男子           | 大芝生広場           | 大観覧車前           |
| 第4区 | 4.4km | ジュニア女子         | 大観覧車前           | あいちアートスクエア |
| 第5区 | 1.1km | 小学生女子           | あいちアートスクエア | 大観覧車前           |
| 第6区 | 4.4km | 一般女子             | 大観覧車前           | あいちアートスクエア |
| 第7区 | 4.4km | 40歳以上（男女不問） | あいちアートスクエア | あいちアートスクエア |
| 第8区 | 4.4km | ジュニア男子         | あいちアートスクエア | あいちアートスクエア |
| 第9区 | 5.0km | 一般男子             | あいちアートスクエア | 大芝生広場           |

### 第14回（2019年）大会まで
全9区間　総距離28.7Km
| 区間  | 距離  | 走者                 | 起点               | 終点               |
| ----- | ----- | -------------------- | ------------------ | ------------------ |
| 第1区 | 2.8km | 中学生女子           | 大芝生広場         | 西休憩所           |
| 第2区 | 4.7km | ジュニア男子         | 西休憩所           | 西休憩所           |
| 第3区 | 3.9km | 40歳以上（男女不問） | 西休憩所           | グローバルループ   |
| 第4区 | 1.1km | 小学生女子           | グローバルループ   | プールスケート場   |
| 第5区 | 3.2km | 中学生男子           | プールスケート場   | グローバルループ   |
| 第6区 | 1.1km | 小学生男子           | グローバルループ   | プールスケート場   |
| 第7区 | 3.2km | 一般女子             | プールスケート場   | フィールドセンター |
| 第8区 | 3.9km | ジュニア女子         | フィールドセンター | グローバルループ   |
| 第9区 | 4.8km | 一般男子             | グローバルループ   | 大芝生広場         |

## 歴代記録
| 回 | 開催日        | 優勝チーム | 優勝チーム | タイム        | 選手                                                               |
| -- | ------------- | ---------- | ---------- | ------------- | ------------------------------------------------------------------ |
| 1  | 2006年12月2日 | 市の部     | 豊田市     | 1時間28分50秒 | 塩田・神谷・田中・近藤・神谷・中條・下川・後藤・中馬               |
| 1  | 2006年12月2日 | 町村の部   | 東浦町     | 1時間35分31秒 | 馬田・櫻井・今西・鈴木・長坂・松村・岡村・平松・風見               |
| 2  | 2007年12月1日 | 市の部     | 岡崎市     | 1時間29分12秒 | 鈴木・市川・田中・渥美・西川・豊川・足立・大城・鷲見               |
| 2  | 2007年12月1日 | 町村の部   | 三好町     | 1時間35分07秒 | 山田・山本・山田・土井・足立・渡辺・東・中根・榊原                 |
| 3  | 2008年12月6日 | 市の部     | 岡崎市     | 1時間34分40秒 | 杉浦・早川・長谷部・中根・竹内・稲葉・足立・花岡・鷲見             |
| 3  | 2008年12月6日 | 町村の部   | 三好町     | 1時間42分28秒 | 山田・福井・渡辺・山田・水野・岩田・東・落合・榊原                 |
| 4  | 2009年12月5日 | 市の部     | 豊橋市     | 1時間34分09秒 | 松井・山本・奥山・金子・野口・佐藤・亀井・鈴木・岩水               |
| 4  | 2009年12月5日 | 町村の部   | 三好町     | 1時間39分55秒 | 山田・土井・渡辺・中川・小嶋・岡本・草薙・山田・両角               |
| 5  | 2010年12月4日 | 市の部     | 豊橋市     | 1時間33分40秒 | 松井・山本・奥山・西川・犬塚・杉田・亀井・伊澤・林                 |
| 5  | 2010年12月4日 | 町村の部   | 東浦町     | 1時間36分25秒 | 戸田・カルクワ・仲本・加藤・永山・宮崎・加古・間瀬・阿宗           |
| 6  | 2011年12月3日 | 市の部     | 豊橋市     | 1時間34分37秒 | 安藤・安藤・奥山・岡村・野津・鈴木・鈴木・鈴木・林                 |
| 6  | 2011年12月3日 | 町村の部   | 東浦町     | 1時間40分12秒 | 間瀬・松井・冨田・猪塚・熊野・伊神・加古・大久保・カルクワ         |
| 7  | 2012年12月1日 | 市の部     | 田原市     | 1時間31分07秒 | 伊藤・河合・夏目・平松・伊藤・柴田・馬場・清田・松原               |
| 7  | 2012年12月1日 | 町村の部   | 東浦町     | 1時間33分32秒 | 猪塚・永山・江本・寒川・熊野・野・大谷・加古・長谷川・川           |
| 8  | 2013年12月7日 | 市の部     | 豊橋市     | 1時間29分39秒 | 西川・彦坂・奥山・神谷・内山・守山・鈴木・宮田・田中               |
| 8  | 2013年12月7日 | 町村の部   | 東浦町     | 1時間34分18秒 | 猪塚・永山・江本・鈴木・都築・追間・冨田・長谷川・風見             |
| 9  | 2014年12月7日 | 市の部     | 豊田市     | 1時間41分04秒 | 津野・植田・大上・藤中・森・深津・長谷川・加治屋・川野・原嶋・岡田 |
| 9  | 2014年12月7日 | 町村の部   | 東浦町     | 1時間49分13秒 | 猪塚・伊神・中本・原田・鷹羽・服部・江本・中原・加藤・嶋崎・川畑   |
| 10 | 2015年12月6日 | 市の部     | 名古屋市   | 1時間30分49秒 | 中野・鬼頭・葛西・鈴木・池田・池上・赤坂・向井・中川               |
| 10 | 2015年12月6日 | 町村の部   | 東浦町     | 1時間36分15秒 | 寒川・伊神・中本・鈴木・江本・後藤・長谷川・原田・川畑             |
| 11 | 2016年12月5日 | 市の部     | 名古屋市   | 1時間31分41秒 | 岡田・野上・松葉・柳沢・服部・渡辺・向井・近藤・吾妻               |
| 11 | 2016年12月5日 | 町村の部   | 武豊町     | 1時間35分24秒 | 中川・植田・鈴木・中野・田中・川口・西川・小林・柴田               |
| 12 | 2017年12月3日 | 市の部     | 豊田市     | 1時間31分57秒 | 内山・植田・岸本・森・鈴木・矢澤・後藤・藤中・四辻                 |
| 12 | 2017年12月3日 | 町村の部   | 阿久比町   | 1時間35分33秒 | 澤田・井本・近藤・岡田・鈴木・藤原・竹内・今村・古川               |
| 13 | 2018年12月1日 | 市の部     | 豊田市     | 1時間31分17秒 | 内山・馬場・岸本・筒・鈴木・守内・後藤・藤中・松井                 |
| 13 | 2018年12月1日 | 町村の部   | 阿久比町   | 1時間35分08秒 | 澤田・井本・近藤・椎葉・鈴木・梅岡・古川・山本・古川               |
| 14 | 2019年12月7日 | 市の部     | 豊橋市     | 1時間31分05秒 | 相場・近田・高岸・村松・柴田・鈴木・下山田・坂牧・河野             |
| 14 | 2019年12月7日 | 町村の部   | 東郷町     | 1時間36分42秒 | 金子・中川・磯部・山﨑・加藤・安藤・森崎・村上・園田               |
| 15 | 2023年1月14日 | 市の部     | 岡崎市     | 1時間39分15秒 | 渡辺・伊藤・坂井・火山・咽本・渡辺・尾田・天野・三上               |
| 15 | 2023年1月14日 | 町村の部   | 阿久比町   | 1時間41分50秒 | 古川・間瀬・竹村・岡田・吉川・竹内・近藤・仙石・古川               |
| 16 | 2023年12月2日 | 市の部     | 岡崎市     | 1時間38分06秒 | 市川・浮邉・長友・秋田・咽本・小山・火山・德山・藤村               |
| 16 | 2023年12月2日 | 町村の部   | 阿久比町   | 1時間43分54秒 | 古川・藤原・竹村・竹村・吉川・竹内・小髙・近藤・鈴木               |
| 17 | 2024年12月7日 | 市の部     | 岡崎市     | 1時間35分49秒 | 市川・浮邉・杉山・尾田・安藤・小山・火山・尾田・深谷               |
| 17 | 2024年12月7日 | 町村の部   | 阿久比町   | 1時間41分32秒 | 古川・寺尾・竹村・竹村・新海・古川・小髙・古川・仙石               |

## モリコロ賞
第4回大会より、モリコロ賞が設立された。これは前年度の順位からの上昇順（各3チーム）にて表彰されるものである。
| 回 | 市の部   | 市の部   | 市の部   | 町村の部 | 町村の部 | 町村の部 |
| 回 | 1位      | 2位      | 3位      | 1位      | 2位      | 3位      |
| -- | -------- | -------- | -------- | -------- | -------- | -------- |
| 4  | 春日井市 | 愛西市   | 碧南市   | 七宝町   | 一色町   | 幸田町   |
| 4  | 春日井市 | 愛西市   | 東海市   | 七宝町   | 一色町   | 幸田町   |
| 5  | 大府市   | 知立市   | ー       | 東郷町   | 扶桑町   | 一色町   |
| 5  | 大府市   | 知立市   | ー       | 東郷町   | 扶桑町   | 長久手町 |
| 5  | 大府市   | 稲沢市   | ー       | 東郷町   | 扶桑町   | 幡豆町   |
| 5  | 大府市   | 稲沢市   | ー       | 東郷町   | 扶桑町   | 南知多町 |
| 6  | 犬山市   | 西尾市   | 新城市   | 豊山町   | 蟹江町   | ー       |
| 6  | 犬山市   | 西尾市   | 新城市   | 豊山町   | 美浜町   | ー       |
| 6  | 犬山市   | 西尾市   | 新城市   | 豊山町   | 大口町   | ー       |
| 7  | 蒲郡市   | 日進市   | 岩倉市   | 阿久比町 | ー       | ー       |
| 7  | 蒲郡市   | 日進市   | 岩倉市   | 美浜町   | ー       | ー       |
| 7  | 蒲郡市   | 日進市   | 岩倉市   | 大治町   | ー       | ー       |
| 7  | 蒲郡市   | 日進市   | 岩倉市   | 南知多町 | ー       | ー       |
| 8  | 知立市   | 瀬戸市   | 稲沢市   | 豊山町   | 武豊町   | ー       |
| 8  | 知立市   | 瀬戸市   | 稲沢市   | 豊山町   | 大口町   | ー       |
| 8  | 知立市   | 瀬戸市   | 稲沢市   | 豊山町   | 設楽町   | ー       |
| 9  | 岩倉市   | 新城市   | 一宮市   | 大口町   | 蟹江町   | 阿久比町 |
| 9  | 岩倉市   | 新城市   | 一宮市   | 大口町   | 蟹江町   | 東郷町   |
| 9  | 岩倉市   | 新城市   | 尾張旭市 | 大口町   | 蟹江町   | 美浜町   |
| 9  | 岩倉市   | 新城市   | 尾張旭市 | 大口町   | 蟹江町   | 大治町   |
| 9  | 岩倉市   | 新城市   | 尾張旭市 | 大口町   | 蟹江町   | 飛島村   |
| 10 | 春日井市 | ー       | みよし市 | 武豊町   | 蟹江町   | 設楽町   |
| 10 | 春日井市 | ー       | みよし市 | 武豊町   | 蟹江町   | 大治町   |
| 10 | 瀬戸市   | ー       | みよし市 | 武豊町   | 蟹江町   | 飛島村   |
| 10 | 瀬戸市   | ー       | みよし市 | 武豊町   | 蟹江町   | 東栄町   |
| 11 | 岩倉市   | ー       | 弥富市   | 美浜町   | 武豊町   | ー       |
| 11 | 岩倉市   | ー       | 弥富市   | 豊山町   | 武豊町   | ー       |
| 11 | 半田市   | ー       | 一宮市   | 飛島村   | 武豊町   | ー       |
| 11 | 半田市   | ー       | 一宮市   | 南知多町 | 武豊町   | ー       |
| 12 | 犬山市   | 長久手市 | 新城市   | 扶桑町   | 阿久比町 | ー       |
| 12 | 犬山市   | 長久手市 | 新城市   | 扶桑町   | 飛島村   | ー       |
| 13 | 半田市   | 安城市   | 豊明市   | 飛島村   | ー       | ー       |
| 14 | 稲沢市   | 大府市   | 弥富市   | 豊山町   | 設楽町   | ー       |
| 14 | 稲沢市   | 大府市   | 弥富市   | 豊山町   | 幸田町   | ー       |

## 大会の中継について
- 大会当日の午後に東海テレビにて放送される。2006年は撮って出し・2007年からは東海理化が大会の特別協賛を行っていた関係で、東海理化が筆頭スポンサーとなり生中継された。
なお中継スタッフは次のとおり。

解説：宮原美佐子（～2007年）
ゲスト：加藤晴彦（2006年～）、水野裕子（いずれも愛知県出身）
実況：森脇淳（東海テレビアナウンサー）

## 市町村対抗駅伝を行っている他の都道府県
- 青森県（青森県民駅伝競走大会）
- 岩手県（一関・盛岡間駅伝競走大会）
- 山形県（山形県縦断駅伝競走大会）
- 福島県（市町村対抗福島県縦断駅伝競走大会）
- 栃木県（栃木県郡市町対抗駅伝）
- 新潟県（新潟県縦断郡市対抗駅伝競走大会[3][4]）
- 長野県（長野県縦断駅伝競走、長野県市町村対抗駅伝競走大会）
- 神奈川県（市町村対抗かながわ駅伝競走大会）
- 岐阜県（ぎふ清流郡市対抗駅伝競走大会）
- 静岡県（しずおか市町対抗駅伝）
- 三重県（美（うま）し国三重市町対抗駅伝）
- 和歌山県（和歌山県市町村対抗ジュニア駅伝競走大会）
- 兵庫県（兵庫県郡市区対抗駅伝）
- 香川県（郡市対抗源平駅伝）
- 徳島県（徳島駅伝）
- 高知県（県市町村対抗駅伝）
- 佐賀県（郡市対抗県内一周駅伝大会）
- 長崎県（郡市対抗県下一周駅伝大会）
- 鹿児島県（鹿児島県下一周市郡対抗駅伝競走大会）